# BFF Bank
Die BFF Bank S.p.A. ist ein italienisches Kreditinstitut mit Sitz in Mailand. Die BFF Banking Group ist an der Borsa Italiana gelistet und ist neben Italien in Deutschland, Frankreich, Griechenland, Irland, der Niederlande, Polen, Portugal, der Slowakei, Spanien und Tschechien tätig.

## Beschreibung
Die BFF Bank S.p.A. mit Hauptsitz in Mailand und ca. 650 Beschäftigten ist ein Absatzfinanzierungsinstitut mit Privatkundengeschäft. Sie wurde 1985 von einem Zusammenschluss aus italienischen und internationalen, pharmazeutischen Unternehmen und Herstellern bio-medizinischer Ausstattungen gegründet, um eine zentrale Anlaufstelle für die komplexen Aktivitäten des Kreditmanagements im nationalen Gesundheitswesen zu schaffen. 2010 expandierte das Unternehmen unter dem Namen Farmafactoring Espana nach Spanien. Die Bank ist neben Italien und Spanien seit 2016 unter dem Namen Magellan in Polen, Tschechien und der Slowakei aktiv.

## Einlagensicherung
Als italienisches Kreditinstitut unterliegt die Bank den entsprechenden Richtlinien der Europäischen Union 94/19/EG, 2009/14/EG und 2014/49/EU. Die italienische Einlagensicherung („Fondo Interbancario di Tutela die Depositi“) garantiert einen maximalen Sicherungsbetrag in Höhe von EUR 100.000 je Bank. 